# Cyaneolytta atrocoerulea
Cyaneolytta atrocoerulea là một loài bọ cánh cứng trong họ Meloidae. Loài này được Harold miêu tả khoa học năm 1878.